# HFC Haarlem in het seizoen 1964/65
Het seizoen 1964/1965 was het 11e jaar in het bestaan van de Haarlemse betaaldvoetbalclub Haarlem. De club kwam uit in de Tweede divisie A en eindigde daarin op de 10e plaats. Tevens deed de club mee aan het toernooi om de KNVB beker, hierin werd in de eerste ronde, na strafschoppen, opnieuw verloren van Excelsior (1–1).

## Wedstrijdstatistieken

### Tweede divisie A
|       | AGOVV | Cambuur | EDO   | De Graafschap | Heerenveen | Hilversum | PEC   | RCH   | Tubantia | Vitesse | Wageningen | FC Zaanstreek | ZFC   | Zwartemeer | Zwolsche Boys |
| ----- | ----- | ------- | ----- | ------------- | ---------- | --------- | ----- | ----- | -------- | ------- | ---------- | ------------- | ----- | ---------- | ------------- |
| Thuis | 3 – 0 | 1 – 2   | 1 – 1 | 5 – 0         | 2 – 2      | 1 – 2     | 3 – 0 | 1 – 0 | 1 – 3    | 0 – 1   | 2 – 0      | 1 – 1         | 1 – 0 | 0 – 1      | 1 – 0         |
| Uit   | 2 – 1 | 2 – 1   | 0 – 0 | 1 – 3         | 2 – 1      | 5 – 1     | 2 – 3 | 3 – 3 | 1 – 6    | 0 – 0   | 5 – 0      | 3 – 0         | 3 – 0 | 1 – 0      | 1 – 1         |

### KNVB Beker
| 1e ronde                                    | Excelsior        | 1 – 1 (1 – 1, 0 – 1) Excelsior wint na strafschoppen | Haarlem          |
| 4 oktober 1964 Plaats: Rotterdam Woudestein | Toon Meerman 59' |                                                      | 40' Arie de Oude |

## Statistieken Haarlem 1964/1965

### Eindstand Haarlem in de Nederlandse Tweede divisie A 1964 / 1965
| Stand | Gespeeld | Gewonnen | Gelijk | Verloren | Punten | Doelpunten voor | Doelpunten tegen |
| ----- | -------- | -------- | ------ | -------- | ------ | --------------- | ---------------- |
| 10e   | 30       | 10       | 7      | 13       | 27     | 43              | 44               |

### Topscorers
| #      | Naam            | Goal |
| ------ | --------------- | ---- |
| 1.     | Arie de Oude    | 15   |
| 2.     | Bruin Steur     | 8    |
| 3.     | Gerrit Peijs    | 6    |
| 4.     | Jan Bons        | 4    |
| 5.     | Otto Berendregt | 3    |
| 6.     | Lout Vreeken    | 2    |
| 6.     | Beer Wentink    | 2    |
| 8.     | Cock Clavan     | 1    |
| 8.     | Nico Duijster   | 1    |
| 8.     | Nico Jonker     | 1    |
| Totaal | Totaal          | 43   |

| #      | Naam         | Goal |
| ------ | ------------ | ---- |
| 1.     | Arie de Oude | 1    |
| Totaal | Totaal       | 1    |